# Fokker S-11
Fokker S-11 Instructor byl dvoumístný jednomotorový vrtulový letoun, navržený a vyráběný nizozemským leteckým výrobcem Fokker.

## Historie
Jednou z prvních aktivit společnosti Fokker započatých po skončení druhé světové války byla konstrukce nového vojenského letadla pro základní pilotní výcvik, označeného S-11 Instructor. Již v roce 1946, ještě před započetím stavby, byla získána zakázka na 100 kusů. První prototyp vzlétl z letiště Schiphol 18. prosince 1947, a během letových zkoušek probíhajících v roce 1948 byla zjištěna nutnost provést  některé aerodynamické změny, s cílem zlepšit ovládání letadla. Později v témže roce následovaly letové ukázky typu pro zástupce letectev několika zemí, a posléze došlo k prodeji mnoha S-11 Nizozemskému královskému letectvu, Izraelskému vojenskému letectvu, italskému Aeronautica Militare, Brazilskému letectvu, Paraguayskému letectvu a Bolivijskému letectvu. V Itálii bylo okolo 170 kusů vyrobeno u společnosti Macchi v licenci pod označením Macchi M.416. Omezený počet strojů S-11 je stále v provozu a nizozemská organizace Fokker Four, věnovaná úsilí o zachování typu, provozuje čtveřici S-11, které, kromě dalších aktivit, předvádí na leteckých dnech.
Varianta S-11 vybavená příďovým podvozkem nesoucí označení S-12 byla vyráběna brazilskou pobočkou Fokker Indústria Aeronáutica, a letectvo Brazílie ji užívalo pod označením T-22 Instructor.

## Vystavené exempláře

### Nizozemsko
- Stroj S-11 čísla E-22 je vystaven v Nationaal Militair Museum,[1] které dále skladuje další letoun typu, čísla E-24.[2]

## Uživatelé
- Bolívie

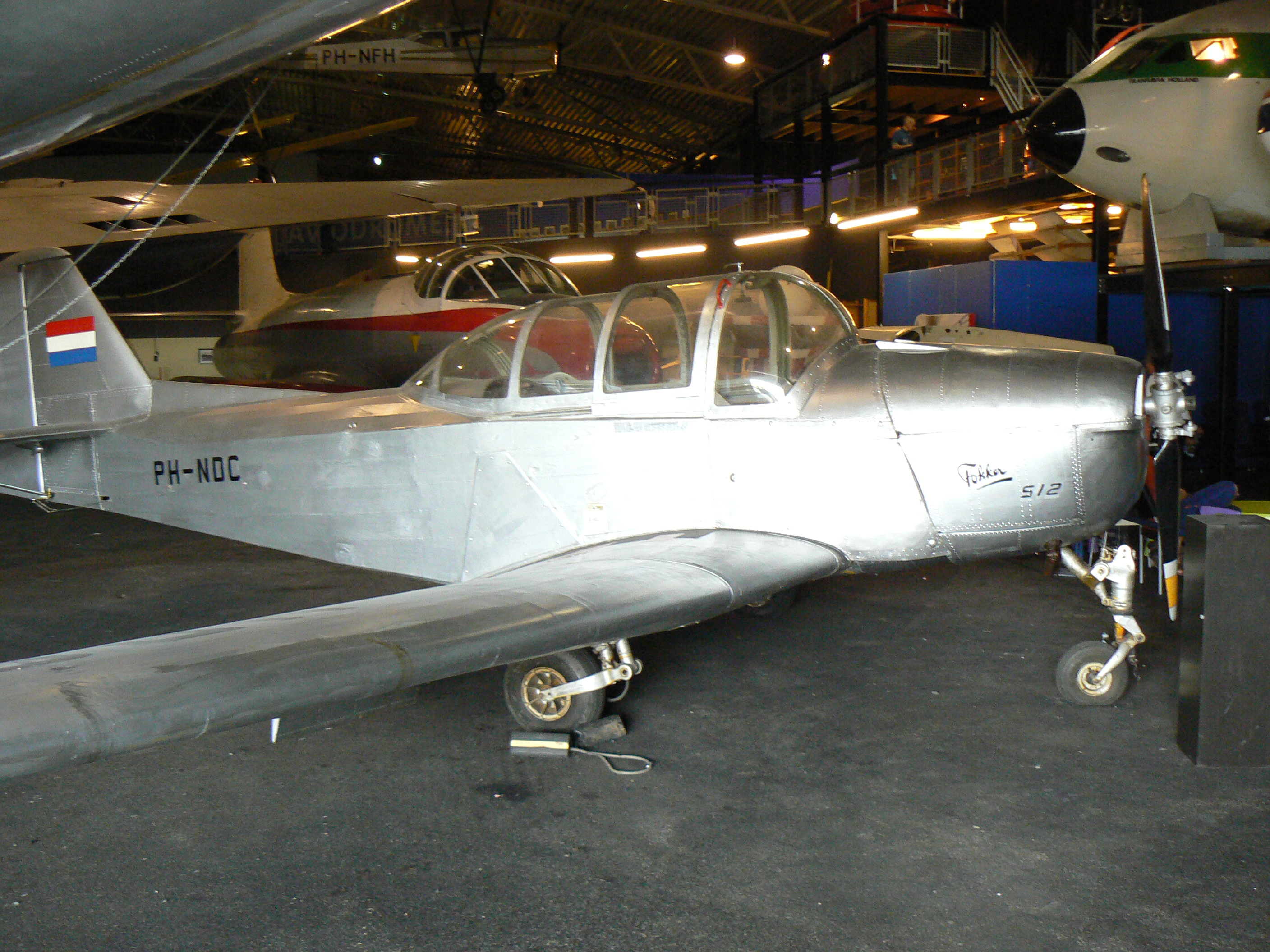
Prototyp verze S-12 v nizozemské civilní imatrikulaci

  - Bolivijské letectvo v 70. letech 20. století operovalo s 8 kusy.
- Brazílie
  - Brazilské letectvo provozovalo okolo 100 kusů v 60. a začátkem 70. let.
- Itálie
  - Aeronautica Militare od roku 1951 do 60. let provozovalo 178 kusů, včetně licenčních Macchi M.416.[3]
- Izrael
  - Izraelské vojenské letectvo mezi lety 1951 až 1957 disponovalo 41 kusem.
- Nizozemsko
  - Nizozemské královské letectvo
  - Nizozemské královské námořnictvo - Nizozemské námořní letectvo
- Paraguay
  - Paraguayské letectvo - mezi lety 1972-1978 mělo 8 kusů.

## Specifikace

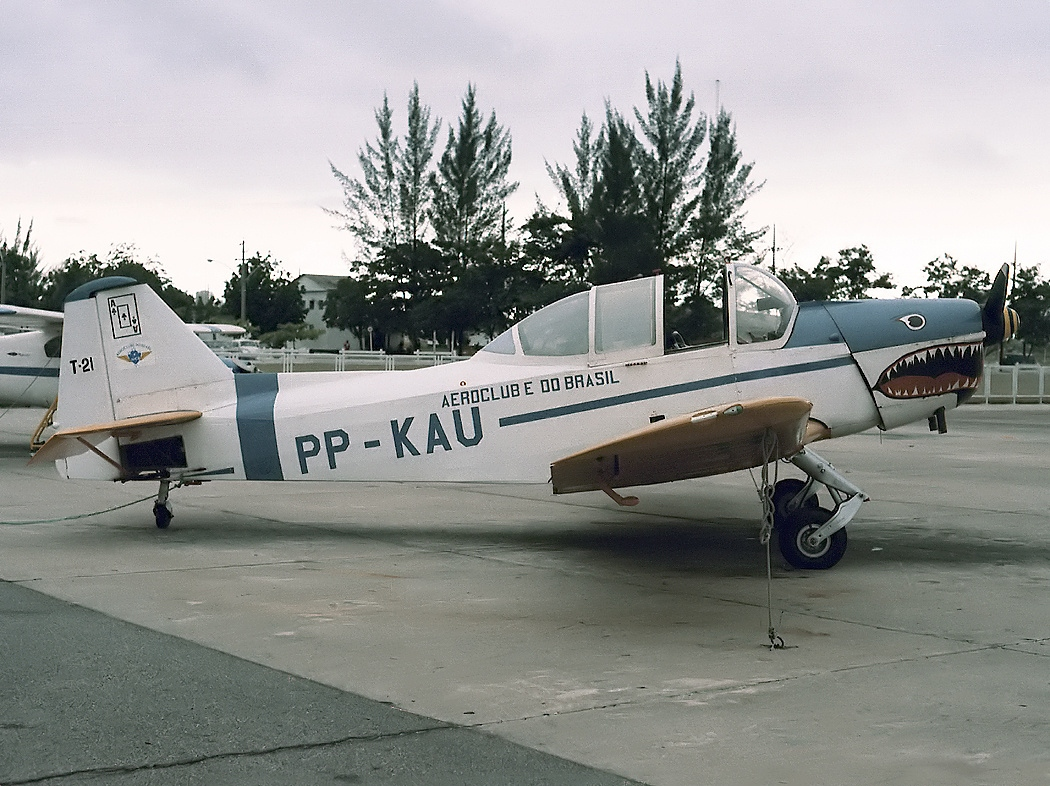
Fokker S-11 Instructor, (PP-KAU, Aeroclube do Brasil

Údaje podle Jane's All The World's Aircraft 1953–54

### Technické údaje
- Osádka: 2–3[p 1]
- Rozpětí: 11,00 m
- Délka: 8,18 m
- Výška: 2,22 m
- Nosná plocha: 18,5 m²
- Prázdná hmotnost: 810 kg
- Vzletová hmotnost: 1 100 kg
- Pohonná jednotka: 1 × vzduchem chlazený šestiválcový boxer Lycoming O-435A
- Výkon pohonné jednotky: 142 kW (190 hp)

### Výkony
- Maximální rychlost: 209 km/h
- Cestovní rychlost: 164 km/h
- Dolet: 628 km[5]
- Dostup: 3 850 m
- Výstup do výše 1 000 m: 5,6 min